# 年度別日本公開映画
年度別日本公開映画（ねんどべつにほんこうかいえいが）では、日本で商業公開された映画一覧を各年度別に記載。本項はその凡例と一覧目次を記載する。

## 凡例
- 作品記載の基準
  - 日本で劇場公開された、日本を含む世界各国の映画を記載します。記載の際に必ず作品の脚注には映画情報サイト（シネマトゥデイ、映画.comなど）の作品ページを記載すること。
  - 公開日の基準は一般の劇場公開をベースとする（映画情報サイトの作品ページに掲載された公開日を基準とする）。地方などでの先行上映は記載しません。
  - ODS映画に関しては録画されたものについては掲載をしても良い。ライブ中継が内容として含まれている作品については原則、掲載しない。
  - 再上映（再公開）については全国規模の一般上映に関しては掲載をしても良い。作品の脚注には映画情報サイトの作品ページの記載に加えて、その映画が再上映されることが確認できる映画情報サイトの記事を記載し、そのリンクを脚注の「旧作・特集上映」欄に載せることとする。
  - 現時点の日付において公開が“予定”の作品は、公開中止や延期の可能性があるため記載しません。記載は公開週末を迎えた際で書くこととします。
- 作品名の順列配置
  - 同日公開の場合は、その順列内で五十音順に配置します。作品名の冒頭が数字や外国語表記になっている場合は、日本語発音の読み方で五十音順に配置します。作品名の読み方が当て字となっている場合も、その当て字読みの五十音順に配置します。
  - 映画用の名称として作品名の冒頭に“劇場版”“映画”など、定型句がある場合は、その定型句の読みを省略した作品名の五十音順で配置します。
  - 公開の“日付”が不明の場合は該当する“月”の最後尾に“日付不明”として配置します。同じように、“月日付”が不明の場合は該当する各年度記事の最後尾に“月日付不明”として配置します。

## 1890年代
- 1896年の日本公開映画
- 1897年の日本公開映画
- 1898年の日本公開映画
- 1899年の日本公開映画

## 1900年代
- 1900年の日本公開映画
- 1901年の日本公開映画
- 1902年の日本公開映画
- 1903年の日本公開映画
- 1904年の日本公開映画
- 1905年の日本公開映画
- 1906年の日本公開映画
- 1907年の日本公開映画
- 1908年の日本公開映画
- 1909年の日本公開映画

## 1910年代
- 1910年の日本公開映画
- 1911年の日本公開映画
- 1912年の日本公開映画
- 1913年の日本公開映画
- 1914年の日本公開映画
- 1915年の日本公開映画
- 1916年の日本公開映画
- 1917年の日本公開映画
- 1918年の日本公開映画
- 1919年の日本公開映画

## 1920年代
- 1920年の日本公開映画
- 1921年の日本公開映画
- 1922年の日本公開映画
- 1923年の日本公開映画
- 1924年の日本公開映画
- 1925年の日本公開映画
- 1926年の日本公開映画
- 1927年の日本公開映画
- 1928年の日本公開映画
- 1929年の日本公開映画

## 1930年代
- 1930年の日本公開映画
- 1931年の日本公開映画
- 1932年の日本公開映画
- 1933年の日本公開映画
- 1934年の日本公開映画
- 1935年の日本公開映画
- 1936年の日本公開映画
- 1937年の日本公開映画
- 1938年の日本公開映画
- 1939年の日本公開映画

## 1940年代
- 1940年の日本公開映画
- 1941年の日本公開映画
- 1942年の日本公開映画
- 1943年の日本公開映画
- 1944年の日本公開映画
- 1945年の日本公開映画
- 1946年の日本公開映画
- 1947年の日本公開映画
- 1948年の日本公開映画
- 1949年の日本公開映画

## 1950年代
- 1950年の日本公開映画
- 1951年の日本公開映画
- 1952年の日本公開映画
- 1953年の日本公開映画
- 1954年の日本公開映画
- 1955年の日本公開映画
- 1956年の日本公開映画
- 1957年の日本公開映画
- 1958年の日本公開映画
- 1959年の日本公開映画

## 1960年代
- 1960年の日本公開映画
- 1961年の日本公開映画
- 1962年の日本公開映画
- 1963年の日本公開映画
- 1964年の日本公開映画
- 1965年の日本公開映画
- 1966年の日本公開映画
- 1967年の日本公開映画
- 1968年の日本公開映画
- 1969年の日本公開映画

## 1970年代
- 1970年の日本公開映画
- 1971年の日本公開映画
- 1972年の日本公開映画
- 1973年の日本公開映画
- 1974年の日本公開映画
- 1975年の日本公開映画
- 1976年の日本公開映画
- 1977年の日本公開映画
- 1978年の日本公開映画
- 1979年の日本公開映画

## 1980年代
- 1980年の日本公開映画
- 1981年の日本公開映画
- 1982年の日本公開映画
- 1983年の日本公開映画
- 1984年の日本公開映画
- 1985年の日本公開映画
- 1986年の日本公開映画
- 1987年の日本公開映画
- 1988年の日本公開映画
- 1989年の日本公開映画

## 1990年代
- 1990年の日本公開映画
- 1991年の日本公開映画
- 1992年の日本公開映画
- 1993年の日本公開映画
- 1994年の日本公開映画
- 1995年の日本公開映画
- 1996年の日本公開映画
- 1997年の日本公開映画
- 1998年の日本公開映画
- 1999年の日本公開映画

## 2000年代
- 2000年の日本公開映画
- 2001年の日本公開映画
- 2002年の日本公開映画
- 2003年の日本公開映画
- 2004年の日本公開映画
- 2005年の日本公開映画
- 2006年の日本公開映画
- 2007年の日本公開映画
- 2008年の日本公開映画
- 2009年の日本公開映画

## 2010年代
- 2010年の日本公開映画
- 2011年の日本公開映画
- 2012年の日本公開映画
- 2013年の日本公開映画
- 2014年の日本公開映画
- 2015年の日本公開映画
- 2016年の日本公開映画
- 2017年の日本公開映画
- 2018年の日本公開映画
- 2019年の日本公開映画

## 2020年代
- 2020年の日本公開映画
- 2021年の日本公開映画
- 2022年の日本公開映画
- 2023年の日本公開映画
- 2024年の日本公開映画